# 5'-Ribonucleótidos de sodio

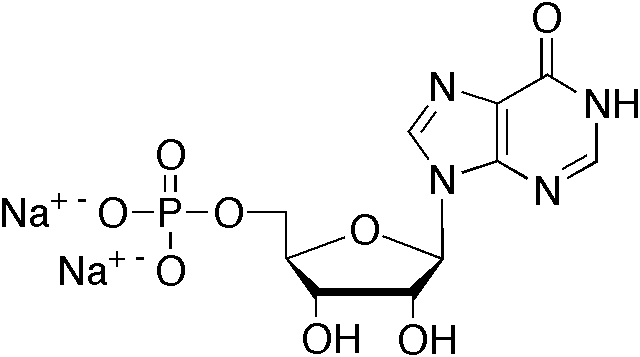
Inosinato disódico.

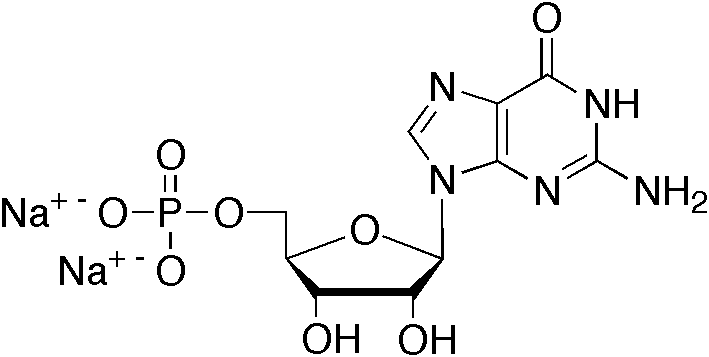
Guanilato disódico.

Los 5'-ribonucleotidos disódicos (denominados también como E635 o E-635) son potenciadores del sabor que actúan de forma sinérgica con el glutamato en la creación del sabor umami. El 5'-ribonucleótido disódico es una mezcla de inosinato disódico (IMP) y guanilato disódico (GMP). Este saborizante aparece frecuentemente en la lista de componentes de los snacks, en los fideos saborizados. Se sabe que junto con el glutamato potencia su fuerza mediante sinergia

## Características
Una mezcla de un 98 % de glutamato monosódico y un 2 % de E635 posee un efecto multiplicador de cuatro veces el glutamato por sí solo. Por ejemplo: 500 g de glutamato monosódico (98 %) + 10 g de nucleotide  (2 %) tiene el mismo efecto reforzador que 2.000 g de MSG por sí solos. Suele ser soluble en agua (disoluciones acuosas) y ligeramente en alcohol, pero no en éter. 
Se presenta de forma natural en los tejidos de los pescados. Es por esta razón por la que se encuentra este ácido ribonucleico en las disoluciones acuosas de los pescados curados al aire como pueden ser sardinas, el «katsuobushi» (bonito seco que en la cocina japonesa se denomina: Katsuobushi (鰹節?  o かつおぶし) ). La industria de la alimentación ha intentado desde mediados del siglo XX sintetizar estas moléculas para poder aplicarlas en el procesado de alimentos. Se produce mediante la combinación de sales del ácido guanílico (E626) y el ácido inosínico (E630).
Es muy posible que fuese un componente saborizante en el condimento denominado garum por los romanos. Este saborizante se ha encontrado de forma natural en el té verde y en mayor concentración en el té negro.

## Efectos colaterales
La ingestión prolongada de pequeñas dosis (por debajo del 5% máximo) de ribonucleótidos ha sido estudiada y no se han observado niveles de toxicidad. La Unión Europea admite como máximo 500 mg/kg de peso corporal.
La ingestión de ribonucleótidos sódicos se ha asociado a erupciones cutáneas (que pueden ir desde erupciones de severidad media a leve) tras día y medio tras la ingestión.